# Joo Sae-hyuk
Joo Sae-hyuk (주세혁 - Seoel, 20 januari 1980) is een Zuid-Koreaans professioneel tafeltennisser. Hij is een van de meest succesvolle spelers in de wereld met een defensieve speelstijl. De Zuid-Koreaan was verliezend finalist in het enkelspel van de wereldkampioenschappen 2003 en won met de nationale mannenploeg eveneens zilver in de landentoernooien van de WK's van 2006 en 2008.
Joo Sae-hyuk bereikte in februari 2012 (voor het eerst) zijn hoogste positie op de ITTF-wereldranglijst, toen hij zesde stond.

## Sportieve loopbaan
Sae-hyuk maakte zijn debuut in het internationale (senioren)circuit op het Oostenrijk Open 1997, een toernooi in het kader van de ITTF Pro Tour. Daarop kwalificeerde hij zich in 2006 en 2008 voor de ITTF pro Tour Grand Finals, waarop hij beide keren tot de laatste zestien kwam.

De Zuid-Koreaan nam in 2001 in Osaka voor het eerst deel aan de wereldkampioenschappen, waarop hij meteen brons won met het nationale mannenteam. Dat bestond toen verder uit Ryu Seung-min, Oh Sang-eun, Lee Chul-seung en Kim Taek-soo. Bij de eerstvolgende gelegenheid in Parijs 2003 bereikte Sae-hyuk voor het eerst een WK-finale, in het enkelspel. Hij verloor deze van de Oostenrijker Werner Schlager.

De eindstrijd in de landenwedstrijd haalde hij met de Zuid-Koreaanse ploeg zowel in 2006 (met Lim Jae-hyun in plaats van Taek-soo) als 2008. Hij kon daarbij niet voorkomen dat de Chinezen daarin hun derde en vierde titel op rij wonnen.
Sae-hyuk vertegenwoordigde zijn vaderland op de Olympische Zomerspelen 2004 in zowel het enkel- als dubbelspel. In beide disciplines was een plaats bij de laatste zestien zijn eindstation.

## Erelijst
Belangrijkste resultaten:
- Verliezend finalist enkelspel wereldkampioenschappen 2003
- Verliezend finalist landentoernooi wereldkampioenschappen 2006 en 2008, brons in 2001 en 2004 (met Zuid-Korea)
- Brons WTC-World Team Cup 2007 (met Zuid-Korea)
- Derde plaats World Cup 2011
- Vierde plaats World Cup 2004

ITTF Pro Tour:
Enkelspel:
- Winnaar Korea Open 2006
- Verliezend finalist Japan Open 2001
- Verliezend finalist Hungarian Open 2012

Dubbelspel:
- Verliezend finalist Amerika Open 1998 (met Lee Sang-joon)